# Abulug
Abulug ist eine Stadtgemeinde in der philippinischen Provinz Cagayan. Die Gemeinde liegt im Norden der Provinz und grenzt im Süden an die Provinz Apayao. Sie wurde 1572 als Ortschaft Tulug gegründet und 1629 in Abulug umbenannt. Auch der Fluss, der den Ort durchquert und in die Luzonstraße mündet, heißt Abulug. Der größte Teil der Bevölkerung gehört zum Volksstamm der Ibanag. Die wichtigsten Wirtschaftszweige sind die Landwirtschaft und die Fischerei.
Abulug ist in die folgenden 20 Baranggays aufgeteilt:
| - Alinunu - Bagu - Banguian - Calog Norte - Calog Sur - Canayun - Centro (Poblacion) - Dana-Ili - Guiddam - Libertad | - Lucban - Pinili - Santa Filomena - Santo Tomas - Siguiran - Simayung - Sirit - San Agustin - San Julian - Santa Rosa |